# Тарнава-Мала
Тарнава-Мала (пол. Tarnawa Mała) — село в Польщі, у гміні Туробин Білґорайського повіту Люблінського воєводства.
Населення — 215 осіб (2011).
У 1975-1998 роках село належало до Замойського воєводства.

## Демографія
Демографічна структура станом на 31 березня 2011 року:
|          | Загалом | Допрацездатний вік | Працездатний вік | Постпрацездатний вік |
| -------- | ------- | ------------------ | ---------------- | -------------------- |
| Чоловіки | 103     | 19                 | 66               | 18                   |
| Жінки    | 112     | 19                 | 59               | 34                   |
| Разом    | 215     | 38                 | 125              | 52                   |